# Morris (automobile)
Pour les articles homonymes, voir Morris.
La société Morris Motor Company était une firme anglaise de construction automobile.

## Histoire
Créée par William Morris en 1910 et installée à Oxford, la firme produisit d'abord une voiturette à deux places en 1913. Elle sortit plus tard divers modèles dont moteurs et boîtes de vitesses étaient d'origine américaine. À la fin de la Première Guerre mondiale, elle se tourna entre autres vers la société Hotchkiss pour la motorisation. Produisant des voitures fiables aux prix étudiés, elle devint rapidement en 1925 la première firme automobile anglaise.

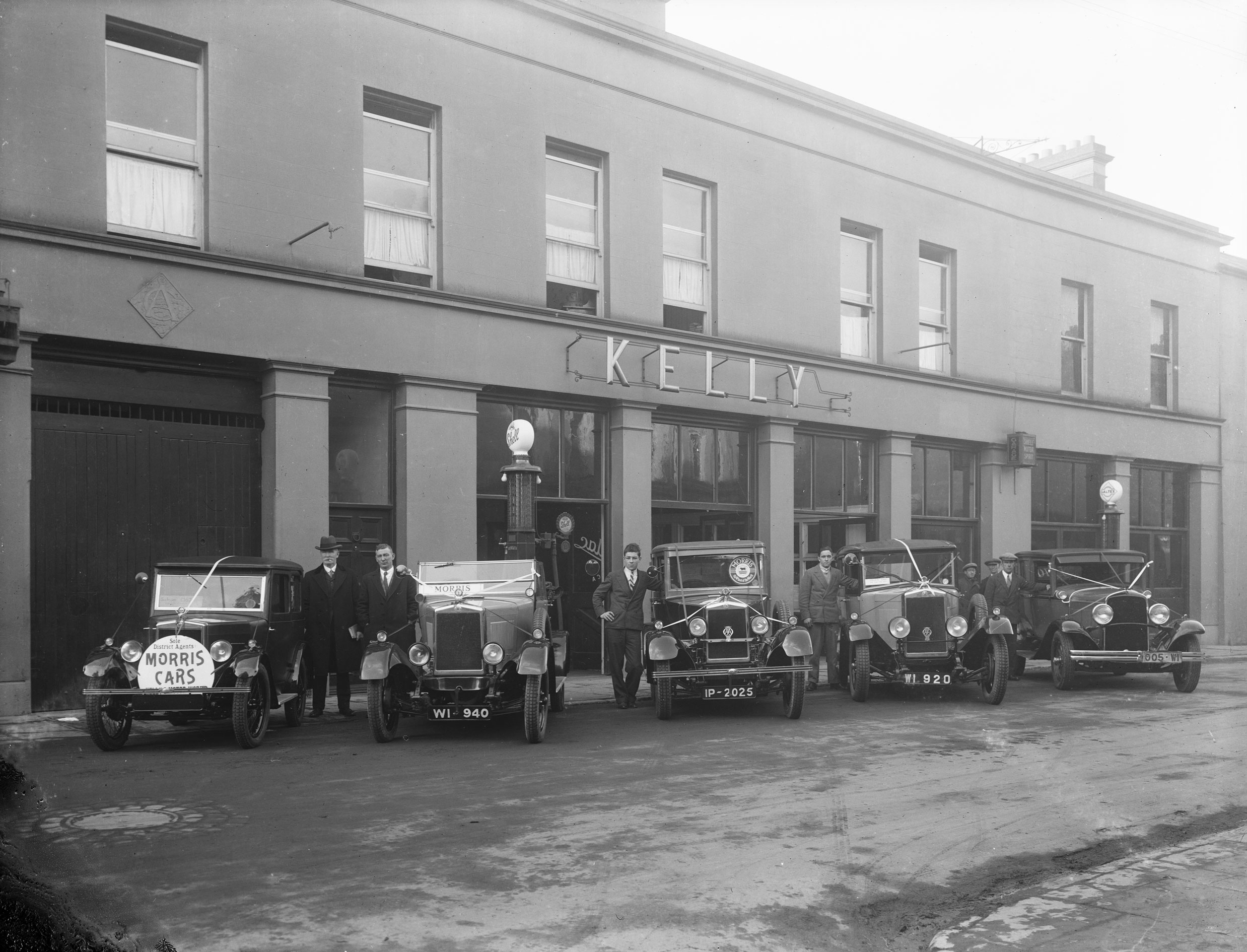
Vendeur irlandais d'automobiles Morris (1928)

Possédant un très gros revenu monétaire, Morris avait une politique d'achat personnel des entreprises des fournisseurs. Par exemple, en 1923, il acheta l'entreprise de Hotchkiss Coventry qui devint plus tard la branche Morris Engines. Il a également acquis FG Woollard qui devint Morris Commercial Cars et dirigea la réorganisation de leur production de moteurs, augmentant la production de moins de 300 unités par semaine à 1200. En 1924 l'usine fabriquait 2000 unités par semaine avec seulement une petite augmentation de l'espace de travail et de la main-d'œuvre.
Avec une réputation de produire des voitures de haute qualité à des prix concurrentiels, les affaires de Morris continuèrent à grandir et sa part de marché supplanta celle de Ford en 1924 pour atteindre les 51 % du marché intérieur tout en restant particulièrement profitables.
Cecil Kimber, directeur de sa propre concession Morris Garage fondée en 1909 à Oxford, se mit à assembler des versions sportives des voitures Morris en 1924, sous la marque MG Motor. Elles eurent tant de succès qu'une usine MG séparée dut rapidement être construite dans le sud d'Oxford, à Abingdon, Oxfordshire.
Ayant admiré les carrosseries tout-en-acier de l'Américain Budd, Morris fonda The Pressed Steel Company of Great Britain Limited en 1926 avec l'entreprise d'Edward G Budd - Budd International of Philadelphia, États-Unis. L'usine Pressed Steel (connue sous le nom d'usine d'Oxford) fut implantée de l'autre côté de la route, à Cowley, et fournissait Morris et de nombreux autres fabricants d'automobiles. Morris se retira de l'association à la mi-1930. Budd vendit ses parts à des intérêts Britanniques au début de 1936.
En 1928, elle sort un véhicule économique dont le nom devient emblématique en Angleterre, la Morris Minor.
En 1938, l'entreprise absorbe les marques Wolseley, MG, Riley et devient Nuffield Organisation. Durant la Seconde Guerre mondiale, elle fabrique des moteurs d'avions, un tracteur d'artillerie et des chars d'assaut.
En 1948, le nom Morris Minor est réattribué à un véhicule conçu par Alec Issigonis, père de la Mini originale, et qui sera un grand succès commercial.
En 1952, Nuffield Organisation fusionne avec Austin pour constituer la British Motor Corporation (BMC).
En 1968, le regroupement des marques anglaises donne naissance à la British Leyland Motor Corporation (BLMC), puis en 1975, à la société nationale British Leyland Limited (BL).
Dès cette époque, la spécificité Morris a disparu même si c'est le groupe MG Rover qui dispose des droits sur la marque.

## Principaux modèles produits
- 1913–1926 : Morris Oxford (en) (Bullnose)
- 1915–1935 : Morris Cowley
- 1926–1935 : Morris Oxford (en)
- 1928–1932 : Morris Minor
- 1931–1933 : Morris Major
- 1930–1935 : Morris Isis

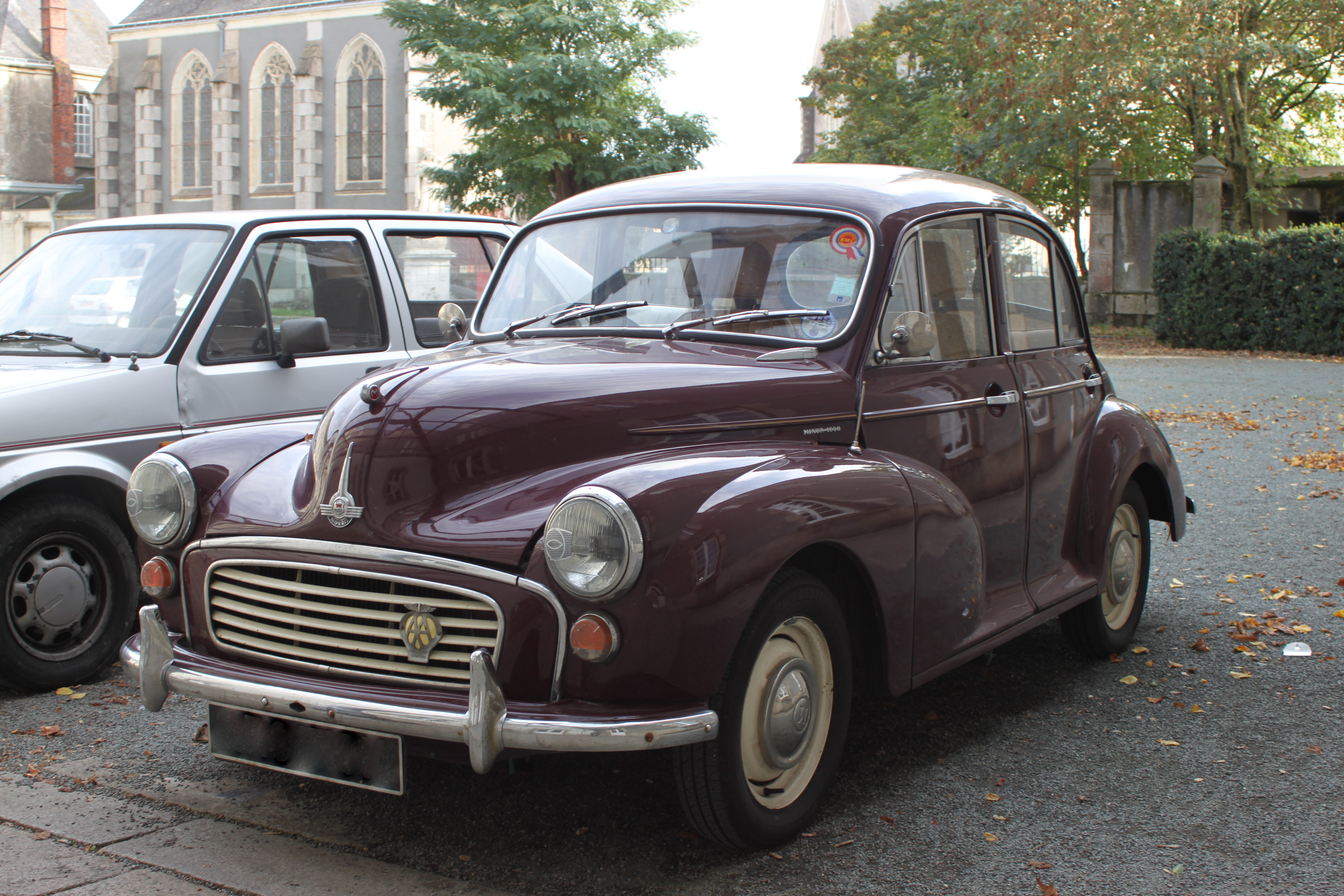
Minor 1000.

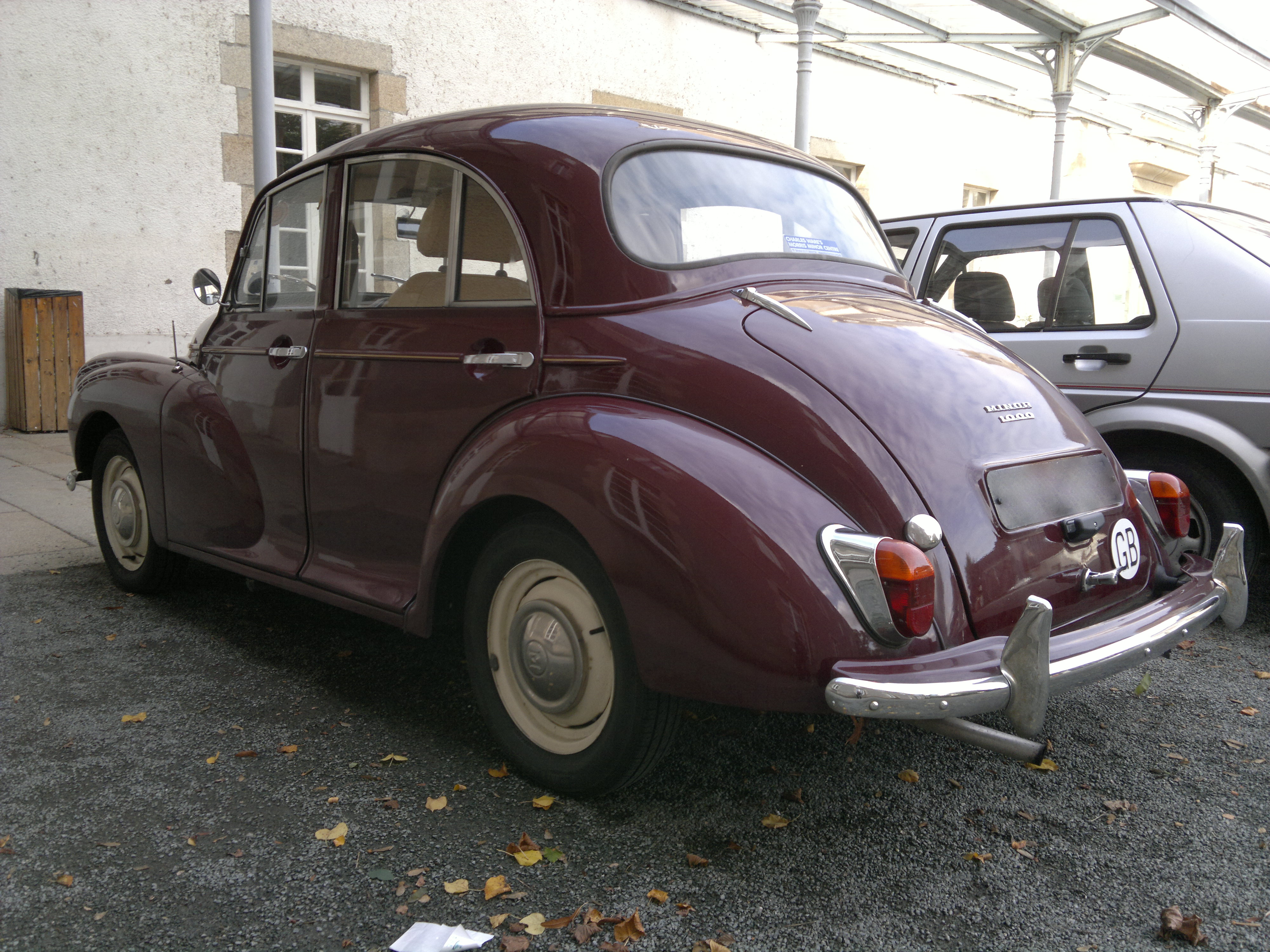

- 1933–1939 : Morris Twenty-One/Twenty-Five, Wolseley Wasp, Wolseley Ten, Singer 12
- 1935–1939 : Morris Twelve
- 1935–1939 : Morris Fourteen
- 1935–1948 : Morris Eight (en)
- 1933–1948 : Morris Ten
- 1948–1952 : Morris Minor MM
- 1952–1956 : Morris Minor
- 1955–1971 : Morris Minor 1000
- 1948–1954 : Morris Oxford MO (en)
- 1948–1953 : Morris Six MS
- 1954–1969 : Morris Oxford (en) - dont, de 1956- à 1959, Morris Oxford Série III
- 1954–1959 : Morris Cowley
- 1955–1958 : Morris Isis
- 1957–1960 : Morris Marshall (en) (BMC Australia)
- 1958–1964 : Morris Major (en) (BMC Australia)
- 1959–1969 : Morris Mini Minor
- 1962–1971 : Morris 1100
- 1967–1971 : Morris 1300
- 1966–1975 : Morris 1800
- 1971–1980 : Morris Marina
- 1980–1984 : Morris Ital (en)